# HD 171819
HD 171819，又名CD-4812644，SAO 229165、HR 6986，是一颗恒星，视星等为5.86，位于銀經347.62，銀緯-17.86，其B1900.0坐标为赤經18h 31m 40.2s，赤緯-47° -17.86′ 45″。